# Premi Visual Effects Society 2008
La settima edizione dei premi Visual Effects Society si è tenuta il 21 febbraio 2009 a Los Angeles.

## Vincitori e candidati
Vengono di seguito indicati in grassetto i vincitori.

Ove ricorrente e disponibile, viene indicato il titolo in lingua italiana e quello in lingua originale tra parentesi.

### Outstanding Visual Effects in an Effects Driven Feature Motion Picture
- Eric Barba, Edson Williams, Nathan McGuinness e Lisa Beroud - Il curioso caso di Benjamin Button (The Curious Case of Benjamin Button)
- Wendy Rogers, Dean Wright, Andrew Fowler e Greg Butler - Le cronache di Narnia - Il principe Caspian (The Chronicles of Narnia: Prince Caspian)
- Michael J. Wassel, Lucy Killick, Adrian de Wet e Eamonn Butler - Hellboy - The Golden Army (Hellboy II: The Golden Army)
- Kevin Blank, Chantal Feghali, Michael Ellis e Eric Leven - Cloverfield
- Ben Snow, Hal Hickel, Victoria Alonso e John Nelson - Iron Man

### Outstanding Supporting Visual Effects in a Feature Motion Picture
- Michael Owens, Geoffrey Hancock, Jinnie Pak e Dennis Hoffman - Changeling
- Jim Rygiel, Jim Berney, Crys Forsyth-Smith e David Smith (effetti visivi) - Eagle Eye
- Richard R. Hoover, Maricel Pagulayan, Peter Nofz e Daniel Eaton - Operazione Valchiria (Valkyrie)
- Camille Cellucci, Scott Gordon, Fred Pienkos e James Straus - Alla ricerca dell'isola di Nim (Nim's Island)
- Mark Russell, Richard Friedlander, Eric Robertson e Brett Miller - Synecdoche, New York

### Outstanding Animation in an Animated Feature Motion Picture
- Andrew Stanton, Jim Morris, Lindsey Collins e Nigel Hardwidge - WALL•E
- Chris Williams, Byron Howard, John Murrah e Doug Bennett - Kung Fu Panda
- Yoni Goodman e Yael Nahlieli - Valzer con Bashir
- Pankaj Khandpur, Sherry Bharda, Shrirang Sathaye e Suhael Merchant - Roadside Romeo

### Outstanding Visual Effects in a Broadcast Miniseries, Movie or a Special
- Steve Kullback, Erik Henry, Robert Stromberg e Jeff Goldman - John Adams-Join or Die
- Dave Houghton, Marie Jones, Matt McKinney e Murray Barber - Doctor Who - Un altro Dottore (The Next Doctor) - Cyber King
- Adam McInnes, Anthony Bluff, Stephane Paris e David Sewell - Generation Kill puntata La culla della civiltà (The Cradle of Civilization)
- Sam Nicholson, Scott Ramsey, Chris Martin e Mike Enriquez - Knight Rider

### Outstanding Visual Effects in a Broadcast Series
- Gary Hutzel, Michael Gibson, Doug Drexler e Kyle Toucher - Battlestar Galactica - Battaglia spaziale
- James Lima, Raoul Bolognini, Andrew Orloff e Steve Meyer - Terminator: The Sarah Connor Chronicles episodio Il chip di Vick
- Armen Kevorkian, Arthur J. Codron, Matt Scharf e Stefan Brederock - Ghost Whisperer - Presenze (Ghost Whisperer) episodio Il fantasma Avatar (Ghost in the Machine)
- Eric Grenaudier, Mark Spatny, Diego Galtieri e Michael Cook - Heroes episodio Il secondo avvento (The Second Coming)

### Outstanding Supporting Visual Effects in a Broadcast Program
- Kevin Blank, Jay Worth, Andrew Orloff e Barbara Genicoff - Fringe episodio Il laboratorio del dottor Bishop (Pilot)
- Andrew Orloff, Blyth Dalton, Chris Jones e Michael Cliett - Jericho episodio A ferro e fuoco (Patriots and Tyrant)
- Max Ivins, Jenny Foster, Danny Kim e Shawn Lipowski - Life episodio Miracoli e affari (The Business of Miracles)
- William Powloski, Elizabeth Castro, Melanie Tucker e Eric Chauvin - Pushing Daisies episodio La leggenda di Merle McQuoddy (The Legend of Merle McQuoddy)

### Best Single Visual Effect of the Year
- Eric Barba, Lisa Beroud, Steve Preeg e Jonathan Litt - Il curioso caso di Benjamin Button (The Curious Case of Benjamin Button) - Il segreto di Benjamin
- Michael Ellis, Chantal Feghali, David Vickery e Ben Taylor - Cloverfield - Schianto della Statua della Libertà e collasso della Woolworth Tower
- Jeffrey A. Okun, R. Christopher White, Thomas M. Boland e Ben Thompson - Ultimatum alla Terra (The Day the Earth Stood Still) - Klaatu neonato
- Stephanie Hornish, Pablo Helman, Jeff White e Craig Hammack - Indiana Jones e il regno del teschio di cristallo (Indiana Jones and the Kingdom of the Crystal Skull) - Distruzione della valle
- Ben Snow, Wayne Billheimer, Victoria Alonso e John Nelson - Iron Man

### Outstanding Visual Effects in a Commercial
- Alex Thiesen, Nikos Kalaitzidis, Jay Barton e Zsolt Krajcsik - Bacardi Sundance
- Angus Kneale, Asher Edwards, Ben Smith e Dan Williams - Coca-Cola It's Mine
- Satoko Iinuma, Murray Butler, David Hulin e Spencer Lueders - FedEx Pigeon
- William Bartlett, Helen Stanley, Dan Seddon e David Mellor - Monster Stork Stork

### Outstanding Visual Effects in a Special Venue Project
- Peter Anderson, Steve Schklair, David Franks e Jeremy Nicolaides - U2 3D Riprese selezionate
- Mark Freund, Alan Markowitz, Lee Nelson e Josh Mossotti - Grand Canyon Adventure: River at Risk Sequenza titolo principale

### Outstanding Real Time Visuals in a Video Game
- Zoltan Pocza, Gabor Mogyorosi e Tamas Schlagl - Crysis Warhead
- Ian Milham, Ben Wanat e Christopher Stone - Dead Space
- Henry LaBounta, Steve Barcia, Dave Taylor e Carl Jarrett - Need for Speed: Undercover - Xbox 360

### Outstanding Pre-Rendered Visuals In A Video Game
- Jeff Chamberlain e Phillip Hillenbrand - World of Warcraft - Wrath of the Lich King - Introduzione cinematografica
- Richard Taylor, Benjamin Hopkins, KaTai Tang e Mical Pedriana - Command & Conquer: Red Alert 3 - Scene del Chrono Lab, Empire e Allied
- Henry LaBounta, Steve Barcia, Dave Taylor e Mark Raham - Need for Speed: Undercover

### Outstanding Animated Character in a Live Action Feature Motion Picture
- Steve Preeg, Matthias Wittmann, Tom St. Amand e David McLean - Il curioso caso di Benjamin Button (The Curious Case of Benjamin Button) - Benjamin Button
- Colin McEvoy e Christoph Ammann - Hellboy - The Golden Army - Sequenza dell'Elementale
- Hal Hickel, Bruce Holcomb, James Tooley e John Walker - Iron Man
- Todd Labonte, Michael Brunet, Nathan Fredenburg e Aharon Bourland - Spiderwick - Le cronache (The Spiderwick Chronicles) - Hogsqueal

### Outstanding Animated Character in an Animated Feature Motion Picture
- Ben Burtt, Victor Navone, Austin Lee e Jay Shuster - WALL•E - Sequenza WALL•E ed Eve col camion
- Becky Bresee, Bob Davies, Renato Dos Anjos e Wayne Unten Jr. - Bolt - Un eroe a quattro zampe (Bolt) - Varie sequenze con Bolt
- Adam Dykstra, Dave Gottlieb, Clay Kaytis e Hyrum Osmond - Bolt - Un eroe a quattro zampe (Bolt) - Varie sequenze con Rhino
- The Animation of Po, Jack Black, Dan Wagner, Nico Marlet e Peter Farson - Kung Fu Panda - "Questa roba del Kung fu è un duro lavoro"

### Outstanding Animated Character in a Live Action Broadcast Program or Commercial
- James Sindle, Jesus Parra e Josh Fourtwells - Brain Dance
- James Atkinson, John Cooper, Phillip Prahl e Charles Felix Chabert - Bacardi - Sundance
- Ben Smith, Andrew Proctor, Jong Jim Choi e Keith Kim - Coca-Cola Stewie
- Thomas Tannenberger, Olcun Tan, Chris Christman e Randall Rosa - Who’s Going To Save My Soul Gnarls Barkley

### Outstanding Effects Animation In An Animated Feature Motion Picture
- Jason Johnston, Keith Daniel Klohn, Enrique Vila e Bill Watral - WALL•E - Effetti in WALL•E
- John Murrah, Michael Kaschalk, Dale Mayeda e Adolph Lusinsky - Bolt - Un eroe a quattro zampe (Bolt) - Varie sequenze
- Markus Manninen, Alex Parkinson, Amaury Aubel e Lawrence Lee - Kung Fu Panda - L'ingrediente segreto, effetti visivi di Kung Fu Panda
- Scott Peterson, Laurent Kermel, Andrew Wheeler e Greg Gladstone - Madagascar 2 (Madagascar: Escape 2 Africa) - Effetti in Africa

### Outstanding Matte Paintings in a Feature Motion Picture
- Romain Bayle, Abel Milanes, Allan Lee e Debor Dunphy - Changeling - Centro di Los Angeles 1928
- Richard Bluff, Barry Williams, Yanick Dusseault e Yusei Uesugi - Indiana Jones e il regno del teschio di cristallo (Indiana Jones and the Kingdom of the Crystal Skull)
- Brett Miller, Garrett Eaton e Matthew Conner - Synecdoche, New York - Matte Paintings
- Lubo Hristov, Dennis Martin e Ron Crabb - Speed Racer

### Outstanding Matte Paintings in a Broadcast Program or Commercial
- Simon Wickers, Charlie Bennett, Tim Barter e Arianna Lago - Doctor Who episodio Le ombre assassine (Silence in the Library)
- Christian Irles e Yannick Bourgie - Generation Kill puntata La culla della civiltà (The Cradle of Civilization)
- Dave Early, Simon Wickers, Bryan Bartlett e Sara Bennett - Merlin episodio Il segno di Nimueh (The Mark of Nimueh)

### Outstanding Models and Miniatures in a Feature Motion Picture
- Ian Hunter, Forest Fischer, Scott Beverly e Adam Gelbart - Il cavaliere oscuro (The Dark Knight) - Modelli e miniature dell'incidente del camion della spazzatura
- David Fogler, Craig Hammack, Brian Gernand e Geoff Heron - Indiana Jones e il regno del teschio di cristallo (Indiana Jones and the Kingdom of the Crystal Skull)
- Aaron McBride, Russell Paul, Gerald Gutschmidt e Keiji Yamaguchi - Iron Man - Suit Up Machine
- Taro Kiba, Kenji Nagatani, Yuki Minagawa e Hideo Udo - My Darling of the Mountains - Terme

### Outstanding Models and Miniatures in a Broadcast Program or Commercial
- Ian Hunter, Jon Warren, Matt Burlingame e Raymond Moore - New Balance Anthem
- Eric Hance - Ghost Whisperer - Presenze (Ghost Whisperer) episodio La nave dei fantasmi - Ripresa della nave Claridon

### Outstanding Created Environment in a Feature Motion Picture
- Peter Bebb, David Vickery, Philippe Leprince e Andrew Lockley - Il cavaliere oscuro (The Dark Knight) - Paesaggi di Gotham City in IMAX
- David Vickery, Phil Johnson, Victor Wade e Sean Stranks - Cloverfield - Sequenza del ponte di Brooklyn
- Michael Halsted, David Fogler, Steve Walton e David Weitzberg - Indiana Jones e il regno del teschio di cristallo (Indiana Jones and the Kingdom of the Crystal Skull) - Cuore del tempio
- Mike Meaker, Rich Mahon, Jason Iverson e Sho Hasegawa - La mummia - La tomba dell'Imperatore Dragone (The Mummy: Tomb of the Dragon Emperor) - Sequenza della valanga
- Brett Miller, Garrett Eaton e Matthew Conner - Synecdoche, New York - Ambiente

### Outstanding Created Environment in a Broadcast Program or Commercial
- Paul Graff, Robert Stromberg e Adam Watkins - John Adams episodio Join or Die - The Boston Harbor
- Jack Zaloga, Jake Montgomery, Andy Boyd e Sean Durnan - Audi Living Room-Living Room
- Meliza Fermin, Michael Cook (effetti visivi), Daniel Kumiega e Anthony Ocampo - Heroes - Tokyo
- Ludo Fealy, Dean Robinson, Adam Leary e Michael Gregory - Wrigley Company Fruit Shredder

### Outstanding Compositing in a Feature Motion Picture
- Janelle Croshaw, Paul Lambert, Sonja Burchard e Sarahjane Javelo - Il curioso caso di Benjamin Button (The Curious Case of Benjamin Button) - Benjamin Comes Together
- Stuart Lashley, Arundi Asregadoo, Mark Curtis e Richard Baker - Le cronache di Narnia - Il principe Caspian (The Chronicles of Narnia: Prince Caspian)
- Jonathan Rothbart, Dav Rauch, Kyle McCulloch e Kent Seki - Iron Man - compositing ella testa sotto il display - HUD
- Anthony Smith, Christian Kaestner, Adrian Metzelaar e Jon Thum - Quantum of Solace - Inseguimento a Siena e scena di combattimento

### Outstanding Compositing in a Broadcast Program or Commercial
- Paul Graff, Joshua LaCross e Matt Collorafice - John Adams episodio Join or Die - The Boston Harbor
- Angus Kneale, Dan Williams e Andrew Proctor - Coca-Cola It's mine - Balloons
- Andy Walker, Spencer Lueders, Maryanne Butler e Murray Butler - FedEx PIGEON Pigeon
- Richard de Carteret, Paul Downes, Oliver Dadswell e John Price - Time Sculpture

### Outstanding Special Effects in a Feature Motion Picture
- Chris Corbould, Peter Notley e Ian Lowe - Il cavaliere oscuro (The Dark Knight) - Complessivo
- Neil Corbould, Steve Warner, Anne Maria Walters e Alan Young - Defiance - I giorni del coraggio (Defiance) - Effetti speciali

### Outstanding Effects in a Student Project
- Sandy Widyanata e Courtney Wise - Plastic - Sequenza della trasformazione
- Nathan Matsuda - Hangar Number Five - Attacco del robot
- Adrien CaYuS Toupet, Clement Delatre e Vivien Looky Chauvet - La Main Des Maitres - Rivoluzione
- Tomer Eshed e Dennis Rettkowski - Our Wonderful Nature